# Abaltzisketa
Abaltzisketa là một đô thị trong tỉnh Guipúzcoa thuộc cộng đồng tự trị Xứ Basque, Tây Ban Nha. Năm 2003, Abaltzisketa có dân số là 281 người.